# کراوس
کراوس (به انگلیسی: Krauss) یک نام خانوادگی آلمانی است و ممکن است به یکی از موارد زیر اشاره داشته باشد:
- الیسون کراوس (زادهٔ ۱۹۷۱)، خواننده، ترانه‌سرا و نوازنده فیدل آمریکایی سبک بلوگرس-کانتری
- لاورنس کراوس (زادهٔ ۱۹۵۴)، فیزیکدان کانادایی-آمریکایی
- نیکول کراوس (زادهٔ ۱۹۷۴)، رمان‌نویس آمریکایی
- ورنر کراوس (۱۸۸۴–۱۹۵۹)، بازیگر آمریکایی